# 枝廣篤昌
枝廣 篤昌（えだひろ あつまさ、1962年9月22日- ）は、日本の医学者・役者・俳優・講演講師・社会人落語家・アマチュア落語家。愛媛県松山市のミュージカル劇団「みかん一座」のメンバーやテレビ、映画などに役者として出演。愛媛大学落語研究会出身。大学時代は二代目愛狂 亭恋楽（あいきょうてい こうらく）、大学落語研究会引退後は芸乃虎や志（げいの こやし）として活動。現職は、愛媛県四国中央市の財団法人新居浜精神衛生研究所附属豊岡台病院の病院長（精神科医）。日本笑い学会四国支部代表。新居浜で落語を聴く会代表。笑いヨガ界では「あっちゃん先生」の愛称で親しまれている。

## 略歴
神奈川県立厚木高等学校を卒業（1981年、厚木高校33回卒業生（同期に六角精児、福島章恭）後、愛媛大学医学部医学科を卒業（1989年）。1993年に愛媛大学附属病院精神科助手、1994年から同上財団の新居浜病院に勤務し、2006年副院長、2010年から豊岡台病院病院長に就任。

## 人物
- 「笑い」で支える精神医療をモットーとして、社会人落語家「芸乃虎や志（げいのこやし）」の高座名で、数多くの落語公演会を精力的にこなしている[3][4][5]。
- また、インド人医師のマダン・カタリア氏が1995年に考案した笑いの体操とヨガの呼吸法を組み合わせた「笑いヨガ（ラフターヨガ）」の講座を通して、患者のストレス解消と免疫機能の向上に取り組むというユニークな活動を行っている[6]。
- 「日本笑い学会」四国支部代表として、笑いをテーマにした講演会や落語、イベントを定期的に実施している[7]。2010年10月24日に大阪府池田市で開催された「第二回社会人落語日本一決定戦」において、創作落語「お婆ちゃんのお手玉」の演目で優勝し、社会人落語家２代目名人に輝いている[8]。
- 2005年よりアマチュア落語家が集う「新居浜落語祭」（2006年より「四国大落語祭」と名称変更）を開催している[9][10]。
- 2018年 映画「ふたつの昨日と僕の未来」（大森研一監督・脚本）」に真田議員役で出演。
- 2020年 FM新居浜にて「芸乃一門夜の戯れ」放送開始。毎月第一土曜日23時初回放送（第二～第四は再放送）。
- 2020年3月「ニーハムの旅（富永昌敬監督）」愛媛朝日テレビ開局25周年オリジナルドラマに岩井花子（中村ゆり）の恩師の大野先生役で出演。
- 2020年3月 Zoomラフタークラブジャパン（ZLCJ）を立ち上げ、コロナ禍で笑いヨガ（ラフターヨガ）活動のできない人たちがオンラインで笑えるように尽力する。
- 2022年4月 FM新居浜にて「あっちゃん先生と旅する、金子みすゞの世界[11]」放送開始。毎月第一土曜日9時半初回放送（第二～第四は再放送）。金子みすゞさんの同じ作品を、多くの人の朗読で紹介する番組。
- 2025年1月6日放送のNHKＥテレ「きょうの健康」に出演し、笑いの健康効果と笑いヨガ&ラフターヨガについて解説する。